# Роже-Жан Ле Нізері
Роже-Жан Ле Нізері (фр. Roger-Jean Le Nizerhy, 3 грудня 1916 — 28 січня 1999) — французький велогонщик.
Олімпійський чемпіон 1936 року в командній гонці переслідування на 4000 м.